# Русалка (мультфильм)
«Русалка» — российский короткометражный мультипликационный фильм режиссёра Александра Петрова 1996 года. Выполнен в технике «живопись по стеклу». Вокальные партии — Евгения Смольянинова.

## Сюжет
Весной во время ледохода молодой монах впервые видит в реке русалку. Они знакомятся. Она помогает ему ловить рыбу. Он отдаёт ей бусы, оставленные ею на берегу с первой встречи. Она дарит ему венок. Другой монах, пожилой, видя это, узнает её — это обманутая им в молодости (он с ней встречался и сожительствовал) и утопившаяся девушка (увидев, как любимый венчается с другой, она выбежала из церкви и утопилась). Старый монах пытается оградить юношу, но ночью тот сбегает к русалке. Она забирается к нему в лодку и раскачивает её. Начинается сильная буря, идёт смерч. Лодка переворачивается. Старик бросается на выручку. Всех троих выносит на берег: юношу в сознании, захлебнувшегося старика, обнажённую молодую женщину без признаков жизни. Молодой монах хоронит их рядом по православному обряду.

## Призы и премии
- Номинация на премию «Оскар» за лучший анимационный короткометражный фильм 1998 года (Лос-Анджелес, США).
- Номинация на премию «Золотой медведь» в категории «Лучший короткометражный анимационный фильм» 1997 года (Berlin International Film Festival, Берлин, Германия)[1].
- Номинация на премию «Ника» за лучший анимационный фильм 1997 года (Россия).
- Приз Хиросимы на Международном кинофестивале 1998 года в Хиросиме (Япония)
- Приз за лучший сюжет на Международном кинофестивале 1998 года в Оттаве (Канада)
- Гран-при на Международном кинофестивале 1998 года в Загребе (Хорватия)
- Гран-при на Международном кинофестивале 1997 года в Эшпинью (Португалия)
- Приз жюри на Международном кинофестивале 1997 года в Анси (Франция)[2]
- Приз жюри лучшему аниматору рисованного фильма ОРФАК Таруса 1997[3].